# Discografia di Marco Mengoni
La discografia di Marco Mengoni, cantautore italiano, è costituita da otto album in studio, quattro album dal vivo, sei EP, quarantadue singoli e trentotto video musicali (inclusi quelli come artista ospite), pubblicati dal 2009.

## Album

### Album in studio
| Anno                                                         | Titolo | Classifiche | Classifiche | Classifiche | Certificazioni     | Unità           |
| Anno                                                         | Titolo | ITA         | SPA         | SWI         | Certificazioni     | Unità           |
| ------------------------------------------------------------ | --- | ----------- | ----------- | ----------- | ------------------ | --------------- |
| 2011                                                         | Solo 2.0 - Pubblicato: 27 settembre 2011 - Etichetta: Sony Music - Formati: CD, download digitale, streaming             | 1           | —           | —           | - ITA: Oro         | - ITA: 30 000+  |
| 2013                                                         | Pronto a correre - Pubblicato: 19 marzo 2013 - Etichetta: Sony Music - Formati: CD, download digitale, streaming         | 1           | 73          | 52          | - ITA: Platino (3) | - ITA: 150 000+ |
| 2015                                                         | Parole in circolo - Pubblicato: 13 gennaio 2015 - Etichetta: Sony Music - Formati: CD, LP, download digitale, streaming  | 1           | 45          | 14          | - ITA: Platino (4) | - ITA: 200 000+ |
| 2015                                                         | Le cose che non ho - Pubblicato: 4 dicembre 2015 - Etichetta: Sony Music - Formati: CD, LP, download digitale, streaming | 1           | —           | 8           | - ITA: Platino (4) | - ITA: 200 000+ |
| 2018                                                         | Atlantico - Pubblicato: 30 novembre 2018 - Etichetta: Sony Music - Formati: CD, download digitale, streaming             | 1           | 25          | 20          | - ITA: Platino (4) | - ITA: 200 000+ |
| 2021                                                         | Materia (Terra) - Pubblicato: 3 dicembre 2021 - Etichetta: Sony Music - Formati: CD, LP, download digitale, streaming    | 2           | —           | 32          | - ITA: Platino (6) | - ITA: 300 000+ |
| 2022                                                         | Materia (Pelle) - Pubblicato: 7 ottobre 2022 - Etichetta: Sony Music - Formati: CD, LP, download digitale, streaming     | 2           | —           | 43          | - ITA: Platino (6) | - ITA: 300 000+ |
| 2023                                                         | Materia (Prisma) - Pubblicato: 26 maggio 2023 - Etichetta: Sony Music - Formati: CD, LP, download digitale, streaming    | 1           | —           | 4           | - ITA: Platino (6) | - ITA: 300 000+ |
| "—" indica una pubblicazione non classificata in quel paese. | |             |             |             |                    |                 |

### Album dal vivo
| Anno                                                         | Titolo | Classifiche | Classifiche | Classifiche | Certificazioni                       | Unità                                |
| Anno                                                         | Titolo | ITA         | BEL (FL)    | SWI         | Certificazioni                       | Unità                                |
| ------------------------------------------------------------ | --- | ----------- | ----------- | ----------- | ------------------------------------ | ------------------------------------ |
| 2010                                                         | Re matto live - Pubblicato: 19 ottobre 2010 - Etichetta: Sony Music - Formati: CD+DVD, download digitale                          | 1           | —           | —           | - Conteggiato unitamente a Re matto  | - Conteggiato unitamente a Re matto  |
| 2016                                                         | Marco Mengoni Live - Pubblicato: 25 novembre 2016 - Etichetta: Sony Music - Formati: 2 CD+DVD, 3 LP, download digitale, streaming | 1           | 135         | 22          | - ITA: Platino (2)                   | - ITA: 100 000+                      |
| 2019                                                         | Atlantico Soundcheck - Pubblicato: 26 aprile 2019 - Etichetta: Sony Music - Formati: CD                                           | —           | —           | —           |                                      |                                      |
| 2019                                                         | Atlantico / On Tour - Pubblicato: 25 ottobre 2019 - Etichetta: Sony Music - Formati: 2 CD, download digitale, streaming           | 2           | —           | —           | - Conteggiato unitamente a Atlantico | - Conteggiato unitamente a Atlantico |
| "—" indica una pubblicazione non classificata in quel paese. | |             |             |             |                                      |                                      |

## Extended play
| Anno                                                         | Titolo                                                                                                   | Classifiche | Certificazioni     | Unità           |
| Anno                                                         | Titolo                                                                                                   | ITA         | Certificazioni     | Unità           |
| ------------------------------------------------------------ | --- | ----------- | ------------------ | --------------- |
| 2009                                                         | Dove si vola - Pubblicato: 4 dicembre 2009 - Etichetta: Sony Music - Formati: CD, download digitale      | 9           | - ITA: Platino     | - ITA: 80 000+  |
| 2010                                                         | Re matto - Pubblicato: 19 febbraio 2010 - Etichetta: Sony Music - Formati: CD, download digitale         | 1           | - ITA: Platino (3) | - ITA: 180 000+ |
| 2012                                                         | Dall'inferno EP - Pubblicato: 24 aprile 2012 - Etichetta: Sony Music - Formati: Download digitale        | —           |                    |                 |
| 2013                                                         | Natale senza regali - Pubblicato: 1º dicembre 2013 - Etichetta: Sony Music - Formati: Download digitale  | —           |                    |                 |
| 2014                                                         | Pronto a correre Spain - Pubblicato: 10 giugno 2014 - Etichetta: Sony Music - Formati: Download digitale | 18          |                    |                 |
| 2017                                                         | Onde EP - Pubblicato: 16 giugno 2017 - Etichetta: Sony Music - Formati: Download digitale                | —           |                    |                 |
| "—" indica una pubblicazione non classificata in quel paese. | |             |                    |                 |

## Singoli

### Come artista principale
| Anno                                                         | Titolo                                                        | Classifiche | Classifiche | Classifiche | Classifiche | Classifiche | Classifiche | Classifiche | Classifiche | Certificazioni                | Unità                          | Album di provenienza                |
| Anno                                                         | Titolo                                                        | ITA         | AUT         | BEL (FLA)   | BEL (WA)    | GER         | NLD         | SPA         | SWI         | Certificazioni                | Unità                          | Album di provenienza                |
| ------------------------------------------------------------ | ------------------------------------------------------------- | ----------- | ----------- | ----------- | ----------- | ----------- | ----------- | ----------- | ----------- | ----------------------------- | ------------------------------ | ----------------------------------- |
| 2009                                                         | Dove si vola                                                  | 1           | —           | —           | —           | —           | —           | —           | —           |                               |                                | Dove si vola                        |
| 2010                                                         | Credimi ancora                                                | 3           | —           | —           | —           | —           | —           | —           | —           | - ITA: Platino                | - ITA: 30 000+                 | Re matto                            |
| 2010                                                         | Stanco (Deeper Inside)                                        | —           | —           | —           | —           | —           | —           | —           | —           |                               |                                | Re matto                            |
| 2010                                                         | In un giorno qualunque                                        | 5           | —           | —           | —           | —           | —           | —           | —           | - ITA: Platino                | - ITA: 30 000+                 | Re matto live                       |
| 2011                                                         | Questa notte                                                  | 65          | —           | —           | —           | —           | —           | —           | —           |                               |                                | Re matto live                       |
| 2011                                                         | Solo (Vuelta al ruedo)                                        | 4           | —           | —           | —           | —           | —           | —           | —           |                               |                                | Solo 2.0                            |
| 2011                                                         | Tanto il resto cambia                                         | 66          | —           | —           | —           | —           | —           | —           | —           |                               |                                | Solo 2.0                            |
| 2012                                                         | Dall'inferno                                                  | 40          | —           | —           | —           | —           | —           | —           | —           |                               |                                | Solo 2.0                            |
| 2013                                                         | L'essenziale                                                  | 1           | 60          | 81          | 77          | 79          | 69          | 43          | 36          | - ITA: Platino (4)            | - ITA: 120 000+                | Pronto a correre                    |
| 2013                                                         | Bellissimo                                                    | 17          | —           | —           | —           | —           | —           | —           | —           |                               |                                | Pronto a correre                    |
| 2013                                                         | Non passerai                                                  | 10          | —           | —           | —           | —           | —           | —           | —           | - ITA: Platino                | - ITA: 30 000+                 | Pronto a correre                    |
| 2013                                                         | Non me ne accorgo                                             | 16          | —           | —           | —           | —           | —           | —           | —           |                               |                                | Pronto a correre                    |
| 2013                                                         | Pronto a correre                                              | 7           | —           | —           | —           | —           | —           | —           | —           | - ITA: Platino                | - ITA: 50 000+                 | Pronto a correre                    |
| 2014                                                         | Incomparable                                                  | 14          | —           | —           | —           | —           | —           | —           | —           |                               |                                | Pronto a correre Spain              |
| 2014                                                         | La valle dei re                                               | —           | —           | —           | —           | —           | —           | —           | —           |                               |                                | Pronto a correre                    |
| 2014                                                         | Guerriero                                                     | 1           | —           | —           | —           | —           | —           | —           | —           | - ITA: Platino (6)            | - ITA: 300 000+                | Parole in circolo                   |
| 2015                                                         | Esseri umani                                                  | 16          | —           | —           | —           | —           | —           | —           | —           | - ITA: Platino (2)            | - ITA: 100 000+                | Parole in circolo                   |
| 2015                                                         | Io ti aspetto                                                 | 13          | —           | —           | —           | —           | —           | —           | —           | - ITA: Platino (2)            | - ITA: 100 000+                | Parole in circolo                   |
| 2015                                                         | Ti ho voluto bene veramente                                   | 1           | —           | —           | —           | —           | —           | —           | 61          | - ITA: Platino (5)            | - ITA: 250 000+                | Le cose che non ho                  |
| 2016                                                         | Invencible                                                    | —           | —           | —           | —           | —           | —           | —           | —           |                               |                                | Liberando palabras                  |
| 2016                                                         | Parole in circolo                                             | 34          | —           | —           | —           | —           | —           | —           | —           | - ITA: Platino (2)            | - ITA: 100 000+                | Le cose che non ho                  |
| 2016                                                         | Solo due satelliti                                            | 79          | —           | —           | —           | —           | —           | —           | —           | - ITA: Platino                | - ITA: 50 000+                 | Le cose che non ho                  |
| 2016                                                         | Sai che                                                       | 3           | —           | —           | —           | —           | —           | —           | —           | - ITA: Platino (2)            | - ITA: 100 000+                | Marco Mengoni Live                  |
| 2016                                                         | Ricorderai l'amore (Remember the Love) (feat. Grace Capristo) | —           | —           | —           | —           | —           | —           | —           | —           |                               |                                | Parole in circolo - Special Edition |
| 2017                                                         | Onde                                                          | 38          | —           | —           | —           | —           | —           | —           | —           | - ITA: Platino                | - ITA: 50 000+                 | Onde EP                             |
| 2017                                                         | Come neve (con Giorgia)                                       | 3           | —           | —           | —           | —           | —           | —           | 76          | - ITA: Platino (2)            | - ITA: 100 000+                | Oronero Live                        |
| 2018                                                         | Voglio                                                        | 4           | —           | —           | —           | —           | —           | —           | —           | - ITA: Oro                    | - ITA: 25 000+                 | Atlantico                           |
| 2018                                                         | Buona vita                                                    | 8           | —           | —           | —           | —           | —           | —           | —           |                               |                                | Atlantico                           |
| 2018                                                         | Hola (I Say) (feat. Tom Walker)                               | 4           | —           | —           | —           | —           | —           | —           | —           | - ITA: Platino (3)            | - ITA: 150 000+                | Atlantico                           |
| 2019                                                         | Muhammad Ali                                                  | 39          | —           | —           | —           | —           | —           | —           | —           | - ITA: Platino                | - ITA: 50 000+                 | Atlantico                           |
| 2019                                                         | Duemila volte                                                 | 10          | —           | —           | —           | —           | —           | —           | —           | - ITA: Platino                | - ITA: 70 000+                 | Atlantico / On Tour                 |
| 2021                                                         | Venere e Marte (con Takagi & Ketra e Frah Quintale)           | 2           | —           | —           | —           | —           | —           | —           | —           | - ITA: Platino (2)            | - ITA: 140 000+                | /                                   |
| 2021                                                         | Ma stasera                                                    | 17          | —           | —           | —           | —           | —           | —           | —           | - ITA: Platino (3)            | - ITA: 300 000+                | Materia (Terra)                     |
| 2021                                                         | Cambia un uomo                                                | 35          | —           | —           | —           | —           | —           | —           | —           | - ITA: Platino                | - ITA: 100 000+                | Materia (Terra)                     |
| 2021                                                         | Mi fiderò (feat. Madame)                                      | 12          | —           | —           | —           | —           | —           | —           | —           | - ITA: Platino (4)            | - ITA: 400 000+                | Materia (Terra)                     |
| 2022                                                         | No Stress                                                     | 40          | —           | —           | —           | —           | —           | —           | —           | - ITA: Platino                | - ITA: 100 000+                | Materia (Pelle)                     |
| 2022                                                         | Tutti i miei ricordi                                          | 72          | —           | —           | —           | —           | —           | —           | —           | - ITA: Oro                    | - ITA: 50 000+                 | Materia (Pelle)                     |
| 2023                                                         | Due vite                                                      | 1           | 50          | —           | —           | —           | —           | —           | 2           | - ITA: Platino (6) - SWI: Oro | - ITA: 600 000+ - SWI: 15 000+ | Materia (Pelle)                     |
| 2023                                                         | Pazza musica (con Elodie)                                     | 10          | —           | —           | —           | —           | —           | —           | —           | - ITA: Platino (3)            | - ITA: 300 000+                | Materia (Prisma) OK. Respira        |
| 2023                                                         | Un'altra storia (feat. Franco126)                             | 34          | —           | —           | —           | —           | —           | —           | —           | - ITA: Platino                | - ITA: 100 000+                | Materia (Prisma)                    |
| 2024                                                         | Mandare tutto all'aria                                        | 31          | —           | —           | —           | —           | —           | —           | —           |                               |                                | TBA                                 |
| 2025                                                         | Sto bene al mare (feat. Sayf e Rkomi)                         | 21          | —           | —           | —           | —           | —           | —           | —           |                               |                                | TBA                                 |
| "—" indica una pubblicazione non classificata in quel paese. |                                                               |             |             |             |             |             |             |             |             |                               |                                |                                     |

### Come artista ospite
| Anno                                                         | Titolo                                                               | Classifiche | Certificazioni | Unità          | Album di provenienza |
| Anno                                                         | Titolo                                                               | ITA         | Certificazioni | Unità          | Album di provenienza |
| ------------------------------------------------------------ | -------------------------------------------------------------------- | ----------- | -------------- | -------------- | -------------------- |
| 2024                                                         | Fuoco di paglia (Mace feat. Marco Mengoni, Frah Quintale e Gemitaiz) | 29          | - ITA: Oro     | - ITA: 50 000+ | Māyā                 |
| 2025                                                         | Oggi sono io (Alex Britti feat. Marco Mengoni)                       | —           |                |                | /                    |
| "—" indica una pubblicazione non classificata in quel paese. |                                                                      |             |                |                |                      |

## Altri brani entrati in classifica e/o certificati
| Anno                                                         | Titolo                             | Classifiche | Certificazioni | Unità          | Album di provenienza           |
| Anno                                                         | Titolo                             | ITA         | Certificazioni | Unità          | Album di provenienza           |
| ------------------------------------------------------------ | ---------------------------------- | ----------- | -------------- | -------------- | ------------------------------ |
| 2009                                                         | White Christmas                    | 13          |                |                | X Factor - The Christmas Album |
| 2009                                                         | Man in the Mirror                  | 28          |                |                | Dove si vola                   |
| 2009                                                         | Psycho Killer                      | 18          |                |                | Dove si vola                   |
| 2009                                                         | Insieme a te sto bene              | 34          |                |                | Dove si vola                   |
| 2009                                                         | L'amore si odia                    | 46          |                |                | Dove si vola                   |
| 2009                                                         | Almeno tu nell'universo            | 22          |                |                | Dove si vola                   |
| 2011                                                         | Un gioco sporco                    | 100         |                |                | Solo 2.0                       |
| 2012                                                         | Scrivi qualcosa per me             | 38          |                |                | Il senso...di Alex             |
| 2015                                                         | Invincibile                        | 37          |                |                | Parole in circolo              |
| 2015                                                         | La neve prima che cada             | 69          |                |                | Parole in circolo              |
| 2015                                                         | Come un attimo fa                  | 87          |                |                | Parole in circolo              |
| 2015                                                         | Ed è per questo                    | 90          |                |                | Parole in circolo              |
| 2015                                                         | Se sei come sei                    | 25          |                |                | Parole in circolo              |
| 2015                                                         | Se io fossi te                     | 94          |                |                | Parole in circolo              |
| 2015                                                         | Mai e per sempre                   | 79          |                |                | Parole in circolo              |
| 2015                                                         | Resti indifferente                 | 69          |                |                | Le cose che non ho             |
| 2015                                                         | Ad occhi chiusi                    | 41          | - ITA: Platino | - ITA: 50 000+ | Le cose che non ho             |
| 2015                                                         | Ricorderai l'amore                 | 45          |                |                | Le cose che non ho             |
| 2015                                                         | Le cose che non ho                 | 65          |                |                | Le cose che non ho             |
| 2018                                                         | Hola                               | 11          |                |                | Atlantico                      |
| 2018                                                         | La casa azul                       | —           | - ITA: Oro     | - ITA: 50 000+ | Atlantico                      |
| 2021                                                         | Il meno possibile (feat. Gazzelle) | —           | - ITA: Oro     | - ITA: 50 000+ | Materia (Terra)                |
| "—" indica una pubblicazione non classificata in quel paese. |                                    |             |                |                |                                |

## Collaborazioni
| Anno | Titolo                                           | Classifiche | Album di provenienza |
| Anno | Titolo                                           | ITA         | Album di provenienza |
| ---- | ------------------------------------------------ | ----------- | -------------------- |
| 2022 | Tutti hanno paura (Ernia feat. Marco Mengoni)    | 16          | Io non ho paura      |
| 2024 | Uguale a me (Angelina Mango feat. Marco Mengoni) | 50          | Poké melodrama       |

## Videografia

### Album video
Come artista principale
- 2013 – Pronto a correre - Il viaggio

Come artista ospite
- 2011 – Sei Zero (Tattica s.r.l. / Indipendentemente)

### Video musicali
| Anno | Titolo                                 | Regista/i                                                     |
| ---- | -------------------------------------- | ------------------------------------------------------------- |
| 2010 | Credimi ancora                         | Gaetano Morbioli                                              |
| 2010 | Stanco (Deeper Inside)                 | Gaetano Morbioli                                              |
| 2010 | In un giorno qualunque                 | Francesco Fei                                                 |
| 2011 | Solo                                   | Gianluca "Calu" Montesano                                     |
| 2011 | Tanto il resto cambia                  | Roberto "Saku" Cinardi                                        |
| 2012 | Dall'inferno                           | Gianluca "Calu" Montesano                                     |
| 2013 | L'essenziale                           | Giuseppe La Spada                                             |
| 2013 | Pronto a correre                       | Gaetano Morbioli                                              |
| 2013 | Non passerai                           | Gaetano Morbioli                                              |
| 2013 | Non me ne accorgo                      | Christian Biondani                                            |
| 2014 | Incomparable                           | Luca Tartaglia                                                |
| 2014 | La valle dei re                        | Gaetano Morbioli                                              |
| 2014 | Guerriero                              | Cosimo Alemà e Marco Mengoni                                  |
| 2015 | Essere umani                           | Cosimo Alemà                                                  |
| 2015 | Io ti aspetto                          | Luca Finotti                                                  |
| 2015 | Ti ho voluto bene veramente            | YouNuts! (Antonio Usbergo e Niccolò Celaia)                   |
| 2016 | Invencible                             | Mauro Russo                                                   |
| 2016 | Parole in circolo                      | YouNuts! (Antonio Usbergo e Niccolò Celaia)                   |
| 2016 | Solo due satelliti                     | YouNuts! (Antonio Usbergo e Niccolò Celaia) e Michael Schermi |
| 2016 | Sai che                                | YouNuts! (Antonio Usbergo e Niccolò Celaia)                   |
| 2016 | Ricorderai l'amore (Remember the Love) | —                                                             |
| 2017 | Come neve                              | YouNuts! (Antonio Usbergo e Niccolò Celaia)                   |
| 2018 | Voglio                                 | YouNuts! (Antonio Usbergo e Niccolò Celaia)                   |
| 2018 | Buona vita                             | Shipmate e Giulio Rosati                                      |
| 2018 | Hola (I Say)                           | Shipmate e Giulio Rosati                                      |
| 2019 | Muhammad Ali                           | YouNuts! (Antonio Usbergo e Niccolò Celaia)                   |
| 2019 | Duemila volte                          | Shipmate e Giulio Rosati                                      |
| 2021 | Venere e marte                         | YouNuts! (Antonio Usbergo e Niccolò Celaia)                   |
| 2021 | Ma stasera                             | Roberto Ortu                                                  |
| 2021 | Cambia un uomo                         | Roberto Ortu                                                  |
| 2022 | Mi fiderò                              | Roberto Ortu                                                  |
| 2022 | No Stress                              | Roberto Ortu                                                  |
| 2022 | Tutti i miei ricordi                   | Roberto Ortu                                                  |
| 2023 | Due vite                               | Roberto Ortu                                                  |
| 2023 | Pazza musica                           | Roberto Ortu                                                  |
| 2023 | Un'altra storia                        | Giulio Rosati                                                 |
| 2024 | Fuoco di paglia                        | —                                                             |
| 2024 | Mandare tutto all'aria                 | Roberto Ortu                                                  |
| 2025 | Sto bene al mare                       | Giulio Rosati                                                 |